# Corcelles-lès-Cîteaux
Corcelles-lès-Cîteaux és un municipi francès, situat al departament de la Costa d'Or i a la regió de Borgonya - Franc Comtat. L'any 2007 tenia 832 habitants.

## Demografia

### Població
El 2007 la població de fet de Corcelles-lès-Cîteaux era de 832 persones. Hi havia 283 famílies, de les quals 28 eren unipersonals (28 homes vivint sols), 93 parelles sense fills, 150 parelles amb fills i 12 famílies monoparentals amb fills.
La població ha evolucionat segons el següent gràfic:
Habitants censats

### Habitatges
El 2007 hi havia 298 habitatges, 286 eren l'habitatge principal de la família, 10 eren segones residències i 2 estaven desocupats. 280 eren cases i 16 eren apartaments. Dels 286 habitatges principals, 250 estaven ocupats pels seus propietaris, 32 estaven llogats i ocupats pels llogaters i 4 estaven cedits a títol gratuït; 3 tenien una cambra, 12 en tenien dues, 21 en tenien tres, 56 en tenien quatre i 194 en tenien cinc o més. 238 habitatges disposaven pel capbaix d'una plaça de pàrquing. A 97 habitatges hi havia un automòbil i a 181 n'hi havia dos o més.

### Piràmide de població
La piràmide de població per edats i sexe el 2009 era:
| Homes | Edats   | Dones |
| ----- | ------- | ----- |
| 0     | 95 o +  | 0     |
| 4     | 90 a 94 | 0     |
| 0     | 85 a 89 | 4     |
| 4     | 80 a 84 | 0     |
| 0     | 75 a 79 | 8     |
| 0     | 70 a 74 | 8     |
| 12    | 65 a 69 | 4     |
| 12    | 60 a 64 | 20    |
| 24    | 55 a 59 | 12    |
| 40    | 50 a 54 | 28    |
| 20    | 45 a 49 | 40    |
| 32    | 40 a 44 | 16    |
| 36    | 35 a 39 | 28    |
| 36    | 30 a 34 | 40    |
| 20    | 25 a 29 | 16    |
| 20    | 20 a 24 | 12    |
| 16    | 15 a 19 | 24    |
| 24    | 10 a 14 | 32    |
| 24    | 5 a 9   | 36    |
| 48    | 0 a 4   | 20    |

## Economia
El 2007 la població en edat de treballar era de 563 persones, 419 eren actives i 144 eren inactives. De les 419 persones actives 393 estaven ocupades (210 homes i 183 dones) i 26 estaven aturades (10 homes i 16 dones). De les 144 persones inactives 48 estaven jubilades, 59 estaven estudiant i 37 estaven classificades com a «altres inactius».

### Ingressos
El 2009 a Corcelles-lès-Cîteaux hi havia 289 unitats fiscals que integraven 866,5 persones, la mediana anual d'ingressos fiscals per persona era de 21.349 €.

### Activitats econòmiques
Dels 11 establiments que hi havia el 2007, 1 era d'una empresa de fabricació de material elèctric, 3 d'empreses de construcció, 1 d'una empresa d'hostatgeria i restauració, 1 d'una empresa d'informació i comunicació, 1 d'una empresa immobiliària, 3 d'empreses de serveis i 1 d'una empresa classificada com a «altres activitats de serveis».
Dels 4 establiments de servei als particulars que hi havia el 2009, 1 era un paleta, 1 perruqueria, 1 restaurant i 1 agència immobiliària.
L'any 2000 a Corcelles-lès-Cîteaux hi havia 4 explotacions agrícoles.

## Equipaments sanitaris i escolars
El 2009 hi havia 1 escola maternal i 1 escola elemental.

## Poblacions més properes
El següent diagrama mostra les poblacions més properes.